# Himmeta socken
Himmeta socken i Västmanland ingick i Åkerbo härad och är sedan 1971 en del av Köpings kommun, från 2016 inom Himmeta-Bro distrikt.
Socknens areal är 47,39 kvadratkilometer, varav 47,13 land. År 2000 fanns här 699 invånare. Sockenkyrkan Himmeta kyrka ligger i socknen. 

## Administrativ historik
Himmeta socken har medeltida ursprung.
Vid kommunreformen 1862 övergick socknens ansvar för de kyrkliga frågorna till Himmeta församling och för de borgerliga frågorna till Himmeta landskommun. Landskommunen inkorporerades 1952 i Medåkers landskommun som upplöstes 1971 då detta område uppgick i Köpings kommun. Församlingen utökades 1995 med södra delen av Bro socken och namnändrades då till Himmeta-Bro församling som 2010 uppgick i Malma församling.
1 januari 2016 inrättades distriktet Himmeta-Bro, med samma omfattning som Himmeta-Bro församling hade 1999/2000 och fick 1995, och vari detta sockenområde ingår.
Socknen har tillhört fögderier, tingslag och domsagor enligt vad som beskrivs i artikeln Åkerbo härad. De indelta soldaterna tillhörde Västmanlands regemente, Strömsholms och Kungsörs kompanier, Livregementets grenadjärkår, Kungsörs kompani och Livregementets husarkår.

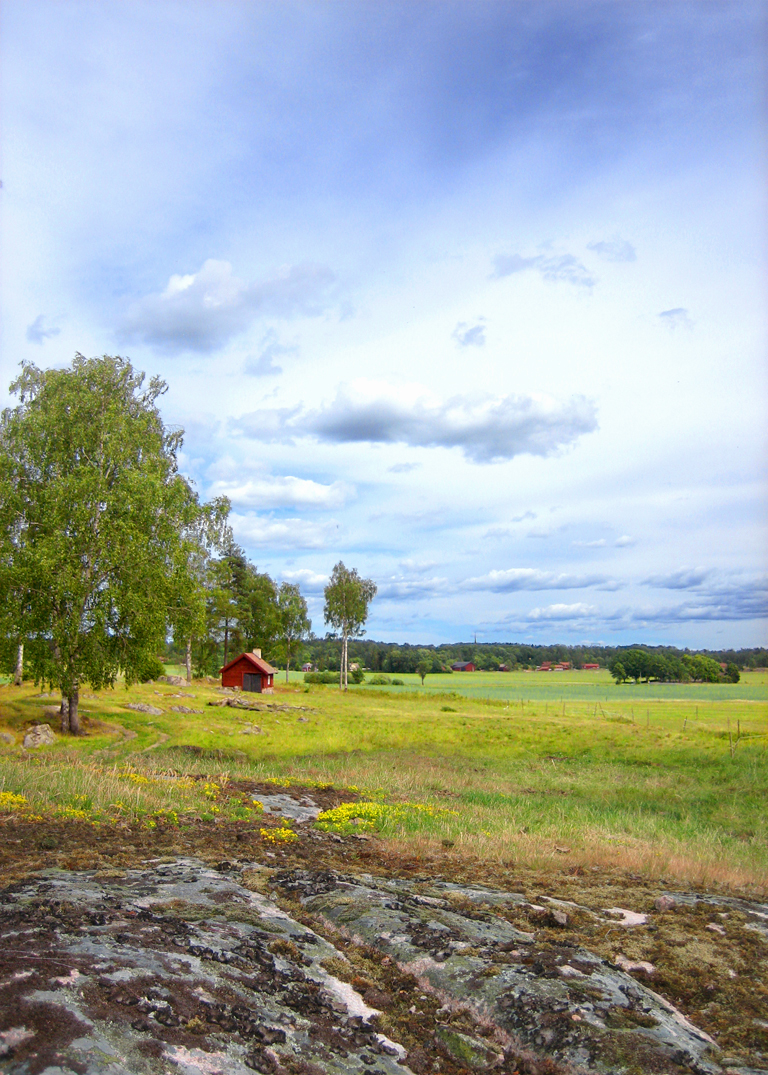
Vy från Himmeta

## Geografi
Himmeta socken ligger väster om Köping kring Arbogaåns tillflöde Lillån. Socknen är en slättbygd och kuperad skogsbygd.
I Himmetabygden finns ett större antal byar, bland andra Boda, Danby, Väg, Valla, Gässlinge, Körtinge, Nordväg, Oppeby, Rabo, Släta, Sticklinge, Torp och Tveta. Annat som brukar uppmärksammas i bygden är kolningsplatsen med kolarkoja, kolmila och tjärdal, fågelstenen i Gässlinge, den vackra byvägen i Rabodalen och kolerakyrkogården.

## Fornlämningar
Från järnåldern finns spridda stensättningar och skålgropar.  Två fornborgar finns inom socknen.

## Namnet
Namnet (1346 Himittum) innehåller efterleden ätt, 'trakt' och förleden tros innehålla him, 'skimrande, ljus'. Detta kunde då syfta på den öppna bygden väster om kyrkan.

## Befolkningsutveckling
| Befolkningsutvecklingen i Himmeta socken 1750–1990                                                      | Befolkningsutvecklingen i Himmeta socken 1750–1990 | Befolkningsutvecklingen i Himmeta socken 1750–1990 | Befolkningsutvecklingen i Himmeta socken 1750–1990 | Befolkningsutvecklingen i Himmeta socken 1750–1990 |
| --- | -------------------------------------------------- | -------------------------------------------------- | -------------------------------------------------- | -------------------------------------------------- |
| |                                                    |                                                    |                                                    |                                                    |
| År |                                                    |                                                    | Folkmängd                                          |                                                    |
| 1750 | 1750                                               |                                                    | 616                                                |                                                    |
| 1760 | 1760                                               |                                                    | 691                                                |                                                    |
| 1769 | 1769                                               |                                                    | 742                                                |                                                    |
| 1780 | 1780                                               |                                                    | 743                                                |                                                    |
| 1790 | 1790                                               |                                                    | 740                                                |                                                    |
| 1800 | 1800                                               |                                                    | 750                                                |                                                    |
| 1810 | 1810                                               |                                                    | 740                                                |                                                    |
| 1820 | 1820                                               |                                                    | 757                                                |                                                    |
| 1830 | 1830                                               |                                                    | 791                                                |                                                    |
| 1840 | 1840                                               |                                                    | 790                                                |                                                    |
| 1850 | 1850                                               |                                                    | 841                                                |                                                    |
| 1860 | 1860                                               |                                                    | 902                                                |                                                    |
| 1870 | 1870                                               |                                                    | 1 036                                              |                                                    |
| 1880 | 1880                                               |                                                    | 1 031                                              |                                                    |
| 1890 | 1890                                               |                                                    | 991                                                |                                                    |
| 1900 | 1900                                               |                                                    | 995                                                |                                                    |
| 1910 | 1910                                               |                                                    | 940                                                |                                                    |
| 1920 | 1920                                               |                                                    | 846                                                |                                                    |
| 1930 | 1930                                               |                                                    | 875                                                |                                                    |
| 1940 | 1940                                               |                                                    | 766                                                |                                                    |
| 1950 | 1950                                               |                                                    | 639                                                |                                                    |
| 1960 | 1960                                               |                                                    | 495                                                |                                                    |
| 1970 | 1970                                               |                                                    | 445                                                |                                                    |
| 1980 | 1980                                               |                                                    | 465                                                |                                                    |
| 1990 | 1990                                               |                                                    | 500                                                |                                                    |
| Anm: Källor: Umeå universitet - Tabellverket 1749-1859, Demografiska databasen, CEDAR, Umeå universitet |                                                    |                                                    |                                                    |                                                    |

## Kända personer från bygden
- Albert Bergström (1869–1943)